# Triumph TR6 Trophy
La TR6 Trophy è una motocicletta prodotta dalla Triumph Motorcycles a Hinckley dal 1956 al 1973, quando fu sostituita dalla Tiger Trail TR7 750 cm³. 

## Il contesto
Nel periodo di produzione fu un modello di successo specialmente negli USA. Una variante da competizione molto popolare conosciuta come "desert sled" vinse diverse competizioni tra la fine degli anni cinquanta e gli anni sessanta.

## La TR6 nei media
- La moto appare nel finale del film La grande fuga quando Steve McQueen cerca di raggiungere la Svizzera a bordo di una TR6 Trophy mascherata come se fosse una BMW bellica.
- Fonzie della serie televisiva Happy Days guida una T100c Trophy modificata (anche se risiede a Milwaukee (Wisconsin) dove ha sede la Harley Davidson)